# Concertino per a dos pianos (Xostakóvitx)
El Concertino per a dos pianos en la menor, op. 94, fou composta per Dmitri Xostakóvitx el 1953 i estrenada el 8 de novembre de 1954 a la Sala Gran del Conservatori de Moscou amb Al·la Maloletkova i Maksim Xostakóvitx, fill del compositor i dedicatari de l'obra. El Concertino té un únic moviment i té una durada aproximada de 8 minuts.

## Moviments
- Adagio – Allegretto – Allegro

## Origen i context
Xostakóvitx havia compost una altra obra per a dos pianos el 1922, la Suite per a dos pianos. Aquesta vegada va compondre un Concertino per interpretar amb el seu fill Maksim, de quinze anys, que el va interpretar juntament amb la seva companya d'estudis Al·la Maloletkova a l'Escola Central de Música. Durant els anys trenta, Xostakóvitx havia treballat com a pianista acompanyant pel·lícules mudes a les sales de cinema. Aquesta obra intenta recuperar aquell ambient, amb un caràcter dinàmic i evocador d'escenes de l'època.

## Música
El primer piano apareix com a solista, mentre que el segon pren el paper d'orquestra acompanyant. El Concertino consta d'una breu introducció a l'Adagio seguit per una secció d'Allegretto amb insercions de l'Adagio. La melodia enganxosa apunta a l'estil neoromàntic tardà del compositor. El treball ha estat gravat moltes vegades, inclosa una per Xostakóvitx juntament amb el seu fill Maksim.